# Mott
Mott – miasto w Stanach Zjednoczonych, w stanie Dakota Północna, stolica hrabstwa Hettinger. W 2008 liczyło 724 mieszkańców.